# Ōmura Masujirō
Ōmura Masujirō est un nom japonais traditionnel ; le nom de famille (ou le nom d'école), Ōmura, précède donc le prénom (ou le nom d'artiste).
Ōmura Masujirō (大村 益次郎, Ōmura Masujirō), né le 30 mai 1824 - 7 décembre 1869 était un commandant militaire japonais et un théoricien du Bakumatsu. Il est considéré comme le père de l'armée moderne japonaise.

## Jeunesse et formation
Ōmura Masujirō est né dans l'ancien han de Chōshu, qui fait aujourd'hui partie de la préfecture de Yamaguchi, où son père exerçait comme médecin rural. Dès le plus jeune âge, il manifeste un fort intérêt pour l'apprentissage et la médecine. À l'âge de 22 ans, il se rend à Ōsaka afin d'étudier le Rangaku sous la direction de Kōan Ogata, au sein de son école d'études néerlandaises "Tekijuku". Il continue ensuite sa formation à Nagasaki avec le médecin allemand Philipp Franz von Siebold, qui est le premier Européen à enseigner la médecine occidentale au Japon. Son intérêt pour la tactique militaire occidentale est suscité dans les années 1850, et c'est cet intérêt qui fera d'Ōmura un atout précieux dans la création d'une armée moderne japonaise après la Restauration Meiji.

## Début de carrière
Ayant terminé ses études à Nagasaki, Ōmura retourne dans son village natal à l'âge de 26 ans, afin d'y pratiquer la médecine. Mais en 1853, il accepte une offre du daimyō Date Munenari du han voisin d'Uwajima (sur l'île de Shikoku), qui lui propose de le servir comme expert en connaissances occidentales et comme instructeur de l'école militaire en échange du rang de samouraï, sans lequel il est né. 
Alors que les incursions étrangères à l'intérieur des eaux territoriales du Japon augmentent, ainsi que les pressions extérieures pour que le Japon mette un terme à sa politique isolationniste, Ōmura est renvoyé à Nagasaki afin d'étudier la construction des navires de guerre et la navigation. 
En 1856, il se rend à Edo parmi l'escorte de Munenari Date et est nommé professeur au Bansho Shirabesho shogunal, un institut d'études occidentales. Pendant ce temps, il continue sa formation en apprenant l'anglais auprès d'un missionnaire américain de Yokohama, James Curtis Hepburn.
En 1861, le han de Chōshū l'engage afin d'enseigner dans son académie militaire et de réformer et moderniser son armée ; cela lui vaut également d'obtenir le rang de samouraï. C'est cette même année qu'Ōmura commence à s'impliquer avec Takayoshi Kido, un politicien modéré qui sert de lien entre la bureaucratie du han et de jeunes radicaux, des samouraïs de bas échelon de Chōshū partisans du mouvement Sonnō jōi et d'un renversement brutal du shogunat Tokugawa.

## En tant que chef militaire
Après son retour à Chōshū, Ōmura n'introduit pas seulement un armement moderne de type occidental, mais aussi le concept d'entraînement militaire aussi bien pour les samouraïs que pour les roturiers. Le concept est hautement controversé, jusqu'à ce que ses troupes mettent en déroute l'armée entièrement composée de samouraïs du Shogunat, lors de la deuxième expédition de Chōshū en 1866. Ces mêmes troupes formeront également le cœur des armées de l'alliance Satchō lors de la bataille de Toba-Fushimi, de la bataille d'Ueno et d'autres encore de la guerre de Boshin de la Restauration Meiji, en 1867 et 1868.

## Idées pour la création d'une nouvelle armée
Après la Restauration Meiji, le gouvernement reconnaît la nécessité d'une armée plus forte qui place sa loyauté dans le gouvernement central et non dans les han. Sous le nouveau gouvernement Meiji, Ōmura est nommé au poste de hyobu daiyu, l'équivalent de vice-ministre de la guerre dans le nouveau Ministère de l'Armée et de la Marine ; il lui est demandé de créer une armée nationale sur le modèle occidental. Il cherche alors à reproduire à plus large échelle la politique qu'il avait mise en œuvre avec succès à Chōshū, à savoir l'introduction de la conscription et de l'entraînement militaire pour les roturiers, plutôt qu'être dépendant d'une force féodale héréditaire. Il soutient également les discussions en faveur d'une abolition du système han, et par conséquent des nombreuses armées personnelles entretenues par les daimyō, vues comme une menace.
Lors d'une réunion du Conseil en juin 1869, Ōmura argumente que "si le gouvernement était déterminé à devenir indépendant militairement et puissant, il jugerait nécessaire d'abolir les fiefs et les armées féodales, d'en finir avec les privilèges et la classe des samouraïs, et d'introduire une conscription militaire universelle" . L'idéal militaire d'Ōmura consiste en une armée sur le modèle de l'armée napoléonienne française et une marine sur celui de la Royal Navy britannique. Pour cette raison, et bien que le gouvernement français avait accordé un soutien tactique au régime Tokugawa par l'envoi d'armes et de conseillers militaires durant la guerre de Boshin, Ōmura fera pression en faveur du retour de la mission militaire française afin d'entraîner ses nouvelles troupes.
Ōmura doit faire face à l'opposition de bon nombre de ses pairs, parmi lesquels les samouraïs les plus conservateurs qui trouvent trop radicales ses idées de réforme et de modernisation de l'armée japonaise. En effet, ce que préconise Ōmura est non seulement de mettre un terme au gagne-pain de milliers de samouraïs, mais aussi à leur place privilégiée dans la société.

## Dernières années
C'est l'opposition de certains de ces samouraïs qui entraînera sa mort à la fin des années 1860. Alors qu'il se trouve en septembre 1869 dans la région du Kansai afin de repérer des emplacements pour de futures écoles militaires, Ōmura est attaqué par huit ex-samouraïs mécontents, ironiquement pour la plupart originaires de Chōshū. Ces samouraïs déchus étaient des partisans de l'ancien mouvement Sonnō jōi qui conservèrent leur xénophobie vis-à-vis des étrangers et des idées occidentales. 
Dans la nuit du 9 octobre 1869, Ōmura et plusieurs de ses collègues sont attaqués dans une auberge de Kyoto. Blessé en plusieurs endroits, il sauve sa vie de justesse en se cachant dans une baignoire remplie d'eau sale. La blessure à sa jambe ne guérira pas. Il se rend alors à Ōsaka afin d'être soigné par le médecin néerlandais A. F. Bauduin, qui décide de lui amputer la jambe. Cependant, avant que l'opération ne puisse être réalisée, Ōmura meurt de ses blessures le 7 décembre 1869.
Les assassins d'Ōmura sont bientôt appréhendés et condamnés à mort, avant de se voir accorder un sursis au dernier moment, dû aux pressions politiques de fonctionnaires du gouvernement qui partagent leurs vues sur le fait que les réformes d'Ōmura sont un affront à la classe des samouraïs. Ils seront finalement exécutés un an plus tard.

## Héritage
Peu après la mort d'Ōmura, une statue de bronze est construite en son honneur par Okuma Ujihiro. Celle-ci est érigée dans l'entrée monumentale du sanctuaire de Yasukuni à Tokyo, qui fut bâti en mémoire des Japonais morts sur le champ de bataille et qui reste un des plus visités et des plus respectés au Japon. Cette statue est la première sculpture du Japon réalisée dans le style occidental.
Les idées d'Ōmura en faveur d'une modernisation de l'armée japonaise seront largement mises en œuvre après sa mort par ses partisans tels que Aritomo Yamagata, Takayoshi Kido et Akiyoshi Yamada. Ce dernier sera le plus puissant dirigeant parmi les quatre et sera en grande partie responsable de la création d'une armée japonaise moderne en s'appuyant sur les idées d'Ōmura, lesquelles seront enseignées dans de nouvelles académies militaires. Aritomo Yamagata et Saigō Tsugumichi auront également à l'esprit les préceptes d'Ōmura lorsqu'ils feront passer une loi imposant la conscription militaire universelle en 1873.
Aritomo Yamagata, fidèle partisan d'Ōmura, voyagera en Europe afin d'étudier les sciences et les techniques militaires qui pourraient être adaptées au Japon. Après son retour d'Europe, il organisera une force de 10 000 hommes qui constituera le cœur de la nouvelle Armée impériale japonaise. Ainsi qu'Ōmura l'avait espéré, la mission militaire française reviendra en 1872 afin d'aider la nouvelle armée à s'équiper et à s'entraîner. Et bien qu'il mourût avant d'avoir eu l'occasion de mettre en vigueur nombre de ses idées radicales, l'impression durable qu'il laissera à ses partisans mènera à l'application de ses idées et politiques qui façonneront la force militaire de Meiji des années plus tard.

## Source de la traduction
- (en) Cet article est partiellement ou en totalité issu de l’article de Wikipédia en anglais intitulé « Ōmura Masujirō » (voir la liste des auteurs).